# Religia Wielkiego Babilonu
Religia Wielkiego Babilonu – piosenka zespołu Kult z płyty Kult wydanej w 1987 nakładem wytwórni muzycznej Polton. Utwór w swej treści nawiązuje do Kościoła katolickiego, funkcjonującego jako instytucja. Staszewski, autor tekstu w zamyśle przedstawił Kościół katolicki jako twór biurokratyczny, zarzucając mu m.in. wypaczenie Ewangelii. Tekst powstał pod wpływem konfrontacji autora ze świadkami Jehowy oraz literatury tematu. W wywiadzie udzielonym czasopismu Non Stop w lutym 1988 roku zaprzeczał, jakoby był ateistą, co wynikało z obawy przed krytyką samej kompozycji. Muzycznie kompozycja autorstwa samego zespołu została utrzymana w stylistyce rockowej.

## Wykonawcy
- Kazik Staszewski – śpiew, słowa, muzyka
- Irek Wereński – gitara basowa, muzyka
- Janusz Grudziński – gitara, instrumenty klawiszowe, muzyka
- Paweł Szanajca – saksofon, muzyka
- Tadek Kisieliński – perkusja, muzyka